# 薩拉亞茲
薩拉亞茲（排灣語：Salaats），是台灣排灣族北排灣群神話中的神人，他因為好奇而引發了地震。

## 傳說
傳說中，薩拉亞茲因為好奇，而在族人生活的土地上綁上了以tsatsuun葛的藤條製成的繩子，想看繩子腐朽的樣子，而當他更換繩子的時候，土地就會因為鬆動而搖撼，造成地震，有時候地震持續得久一點或是多次地震，是因為他在試探土地是否牢固。

### 其他版本
在北排灣群中，也有一些與薩拉亞茲神話類似的地震神話，如瑪家社（Makazayazaya）便認為地震是因為位於舊高燕部落（padin）的一顆巨石被綁上繩子並拉動所造成。